# San Sebastián
San Sebastián (tiếng Tây Ban Nha: [san seβasˈtjan] hay Donostia (tiếng Basque: [doˈnos̺tia]) là một thành phố ven biển tọa lạc tại Cộng đồng Tự trị Basque, Tây Ban Nha. Nó nằm ở phía đông vịnh Biscay, các biên giới với 20 km (12 dặm). Đây là thủ phủ của Gipuzkoa, với dân số là 186.095 (2015), và vùng đô thị thị 436.500 dân (2010). Người địa phương gọi mình là donostiarra (số ít), trong tiếng Tây Ban Nha và tiếng Basque.
Các hoạt động kinh tế chính là thương mại và du lịch: San Sebastián là một trong những điểm du lịch nổi tiếng nhất Tây Ban Nha. Dù có diện tích nhỏ, những sự kiện quốc tế như liên hoan phim San Sebastián đã giới thiệu thành phố này ra thế giới. San Sebastián, cùng với Wrocław (Ba Lan), là các thủ đô văn hóa châu Âu năm 2016.

## Tên
Dù trông khác biệt, cả tên tiếng Basque Donostia và tên tiếng Tây Ban Nha San Sebastián có cùng nghĩa là "Thánh Sêbastianô". Yếu tố dona/done/doni trong tên tiếng Basque xuất phát từ domine tiếng Latinh (nghĩa là "Thánh"). Có hai giả thuyết về sự hình thành của cái tên tiếng Basque này: có thể là *Done Sebastiáne > Donasa(b)astiai > Donasastia > Donastia > Donostia, hoặc *Done Sebastiane > *Done Sebastiae > *Done Sebastie > *Donesebastia > *Donasastia > *Donastia > Donostia.